# Trest smrti v Kostarice
Trest smrti v Kostarice byl zrušen v roce 1877. Kostarika tak byla jednou ze tří zemí, které jako první na začátku 20. století zrušily trest smrti za všechny zločiny.
Dne 10. listopadu 1922 podepsala Kostarika se Spojenými státy americkými smlouvu o vydávání týkající se trestu smrti. Kostarický ministr zahraničních věcí uvedl, že vláda USA dala ujištění, že zločincům vydaným z Kostariky za jakýkoliv zločin uvedený v podepsané smlouvě, nebude hrozit trest smrti.